# Siphocampylus cernuus
Siphocampylus cernuus là loài thực vật có hoa trong họ Hoa chuông. Loài này được Griseb. miêu tả khoa học đầu tiên năm 1866.